# Armenfilm
Armenfilm (în rusă Арменфильм, cunoscută și sub numele de Hayfilm armeană Հայֆիլմ) este un studio de film armean din Erevan . Studioul a fost înființat la 16 aprilie 1923 ca unitate de producție a Organizației de Stat pentru Cinematografia Sovietică, iar Daniel Dznuni a fost primul regizor. 
Armenfilm a fost vândut de statul armean investitorilor privați în 2005, cu o lungă listă de condiții pentru a revitaliza echipamentele studioului și a produce conținut nou. A fost redenumit ca CS Film Studios, dar nu a reușit să producă filme noi. În 2015, guvernul Armeniei a decis că noua conducere nu a reușit să satisfacă condițiile vânzării și a început recuperarea activelor studioului. 

## Istorie
- 1923 - Organizația "Goskino" a fost creată în cadrul Comisariatului Popular de Educație al Armeniei, precum și al asociației "Gosfotokino".
- 1928 - Studioul a fost redenumit ca "Armenkino".
- 1938 - Studioul a fost redenumit ca "Studio de film Yerevan".
- 1957 - Studioul a fost redenumit ca "Armenfilm".
- 1959 - Sectorul de știri și televiziune a fost realocat studioului independent de filme documentare Yerevan
- 1966 - Studioul a fost numit după Hamo Beknazarian
- 2005 - Compania de film a fost vândută companiei "Armenia Studios" (parte a holdingului CS MEDIA CITY, care la rândul său este deținută de membrii diasporei armene din Statele Unite - familiile Cafesjian și Sarkisian. Noul proprietar s-a angajat să investească 66 de milioane de dolari în studio timp de 10 ani.

## Filme (selecție)
- 1947 Dragoste și ură (Анаит), regia Hamo Beknazarian
- 1956 Inima cântă (Сердце поёт), regia Grigori Melik-Avakian
- 1972 Bărbații (Տղամարդիկ), regia Edmond Keosaian